# Аквитания (кораб)
Вижте пояснителната страница за други значения на Аквитания.
„Аквитания“ (на английски: RMS Aquitania) е британски експресен четирикоминен трансатлантически океански лайнер, построен от шотландската корабостроителница John Brown & Company Ltd. и опериран от параходната компания „Кунард Лайн“ в периода 1914 – 1950 г.
Корабът е спуснат на вода през пролетта 1913 г. и влиза в експлоатация година по-късно. Той е третият от поредица експресни океански лайнери на „Кунард Лайн“ по северната линия от Европа до Северна Америка и за разлика от повечето океански лайнери по това време няма еднотипни кораби. Другите два лайнера са еднотипните кораби „Лузитания“ (RMS Lusitania) и „Мавритания“ (RMS Mauretania). Проектът за „Аквитания“ е създаден на основата на този на „Мавритания“, макар че „Аквитания“ е по-голям, по-бавен и по-разкошен в сравнение с „Мавритания“. Той се смята за един от най-красивите пътнически лайнери с четири коминa, според някои – за най-красивия.
Лайнерът характерната за много други лайнери на „Кунард Лайн“, а и не само, привилегия да пренася Британската Кралска поща на борда си на много от своите трансатлантически плавания, поради което пред името му стои и престижното обозначение „RMS“, което показва, че лайнерът е и „кралски пощенски кораб“. Има няколко (четири) прякора – интериорът на „Аквитания“ му дава прякора „красивият кораб“, а уникалната му военна служба – „надеждната старица на Кунард“. Също така, поради дългата си кариера в тежки за Великобритания времена и факта, че е последният кораб от четиркоминните такива, е наричан и „оцелелият“. Някои хора пък го наричат и „Акви“ (Aquie) за по-накратко при споменаване на името му.
През Първата световна война „Аквитания“ се използва като спомагателен крайцер, болничен кораб и войскови транспорт. През 20-те и 30-те години на 20 век корабът е сред най-популярните океански лайнери по северния трансатлантически маршрут. През 1940 г. трябва да бъде заменен с „Куин Елизабет“ (RMS Queen Elizabeth), но поради началото на Втората световна война е оставен в експлоатация и отново използван като болничен и военнотранспортен кораб в глобалния конфликт.
След Втората световна война „Аквитания“ е предназначена за превоз на, първоначално войници, след което и на имигранти от Великобритания до Халифакс, Нова Скотия. Изваден е от експлоатация в края на 1949 г. и е продаден за скрап във Фаслейн, Шотландия в началото на следващата година. Рекордът му от почти 36 години в употреба като експресен трансатлантически океански лайнер, един от многото на кораба, е надминат само от друг по-късен лайнер на „Кунард Лайн“ – „Куин Елизабет 2“ (RMS Queen Elizabeth 2), чак през 2005 г.
„Аквитания“ е единственият четирикоминен пътнически кораб, а също така и единственият експресен океански лайнер, който взема участие и в двете световни войни. Това е и една от главните причини лайнерът да е толкова известен дори и понастоящем.

## Предпоставки за построяването и строителство

### Конкуренцията между немските и британските параходства

#### Германската намеса
След като германския кайзер Вилхелм II посещава Великобритания през 1889 г. и вижда океанския лайнер „Тевтоник“ (RMS Teutonic) и няколко големи бойни кораба от Кралския британски флот, той решава, че и Германия също трябва да построи такива кораби възможно най-скоро. Осем години по-късно, през 1897 г., германската компания „Норддойчер Лойд Лайн“ построява най-бързия и луксозен кораб в света, който е и първият четирикоминен кораб в историята (давайки началото на епохата на лайнерите с четити комина), „Кайзер Вилхелм дер Гросе“ (SS Kaiser Wilhelm der Grosse), който може да развие скорост от 22,5 възела (или 41,7 km/h). Този дързък ход от страна на младата империя значително разклаща статута на Британската империя като „владетелка на моретата“, което е изключително притеснително иу срамно за британците предвид факта, че те са водели по вода няколко века подред, и изисква моментално внимание и впоследствие- бърза, уверена и евентуално решаваща в дългосрочен план реакция от тяхна страна.
Поради тази причина, в отговор на действията на германците, Великобритания започва да строи бойни и пътнически кораби още по-усилено от преди, като основната ѝ цел е да надмине Германия, за да си върне първото място в света по вода. Впоследствие започва ожесточена надпревара във всички сектори на развитие на двете империи, което от своя страна пък, заедно с много други фактори, значително допринася за постепенното влошаване на отношенията между Беликобритания и Германия, а в по-дългосрочен план – и за началото на Първата световна война и нейния ход.

#### Първите стъпки за връщането на върха от страна на Британската империя
Първата стъпка е направена от компанията „Уайт Стар Лайн“ с въвеждането в експлоатация на океанския лайнер „Океаник 2“ (RMS Oceanic) през 1899 г. с максимална скорост от 21 възела (или 38,9 km/h). Това е последвано от построяването на „Селтик 2“ (RMS Celtic 2) само две години по-късно. „Селтик“ 2 е първият плавателен съд, който надминава по размери кораба „Грейт Истърн“ (SS Great Eastern), но има ниската за 20 век максимална скорост от едва 16 възела (или 29,6 km/h), макар че това е и самата идея на „Уайт Стар Лайн“ за кораба и всички други техни лайнери по северноатлантическия маршрут още от близо десетилетие по-рано занапред, като част от новата им стратегия, при която фокусът и основното предимството на техните лайнери вече е удобството за пасажерите и екипажа, а не скоростта на кораба. 
В първите шест години след завършването на „Селтик“ 2 „Уайт Стар Лайн“ се сдобива с още три почти идентични на него кораби – „братята му“ „Седрик“ (RMS Cedric), „Балтик 2“ (RMS Baltic 2) и „Адриатик 2“ (RMS Adriatic 2). Скоро след завършването на „Адриатик“ 2 (който е и първият кораб в света с турска баня и вътрешен плувен басейн) еднотипните кораби бързо стават известни като „Голямата четворка“, а в по-дългосрочен план и най-успешните плавателни съдове на собственика си.

#### Революцията в корабостроителството, направена от „Кунард Лайн“
Следваща в надпреварата влиза британската компания „Кунард Лайн“: през 1906 г. е спуснат на вода лайнерът „Лузитания“ с тонаж 31 550 брт и максимална скорост от над 26 възела (или 48 km/h). След шест месеца е спуснат на вода „сестрата“ на „Лузитания“ – „Мавритания“. Тези два кораба осигуряват на Великобритания положението на водеща нация в търговското корабоплаване за момента. Също така „Кунард Лайн“ вече притежава двата най-бързи, най-големи и най-луксозни лайнера в света. Но това не е всичко – „Лузитания“ и „Мавритания“ са частично финансирани от британското адмиралтейство, в резултат на което могат да бъдат използвани като спомагателни крайцери във война, което ги прави още по-престижни лайнери. С този революционен за времемто си ход на „Кунард Лайн“ за пореден път временно изпреварва един от най-старите и определено най-големия си противник – „Уайт Стар Лайн“.

#### Равенството между конкурентите
Паралелно на конструкцията на лайнерите от „Голямата четворка“ на „Уайт Стар Лайн“ и тази на „Лузитания“ и „Мавритания“ германците също продължават да строят голем, бързи и луксозни лайнери, кито са ясно изразени в четирикоминните кораби „Дойчланд“ (SS Deutschland), построен от компанията „Хамбург Америка Лайн“, „Кронпринц Вилхелм“ (SS Kronprinz Wilhelm), „Кайзер Вилхелм II“ (SS Kaiser Wilhelm II) и „Кронпринцесин Цецилия“ (SS Kronprinzessin Cecilie), последните три от които са кораби-сестри на „Кайзер Вилхелм дер Гросе“ и точно като него са построени от компанията „Норддойчер Лойд Лайн“, и еднотипните двукоминни лайнери „Америка“ (SS Amerika) и „Каизерин Августа Виктпория“ (SS Kaiserin Auguste Victoria), построени от „Хамбург Америка Лайн“.
В отговор на все повече и повече засилващата се конкуренцията, изразена в двата нови кораба на „Кунард Лайн“, новите лайнери на Германия и вече започнатата конструкция на още три големи германски „гиганта“, през 1911 г. „Уайт Стар Лайн“ построява лайнера „Олимпик“ (RMS Olympic) с тонаж от 45 324 тона, който мигновено става сензация, въпреки че не е най-бързия лайнер в света, тъй като максималната му скорост е 24,2 възела (или 45,2 km/h). Скоро след „Олимпик“ е построен и „брат“ му „Титаник“ (RMS Titanic), но тъй като той потъва по време на своето първо плаване, и отнася със себе си живота на 1 496 души, репутацията на „Уайт Стар Лайн“ е силно накърнена. Затова „Кунард Лайн“ може да не смята „Уайт Стар Лайн“ за заплаха на своя престиж в следващите десет години. Но дори с тази значителна преднина, от „Кунард“ решават да нанесат още един удар на противниците си.

### Проектирането на „Аквитания“
Тъй като „Олимпик“ и „Титаник“ са по-големи от „Лузитания“ и „Мавритания“ по размери, от „Кунард Лайн“ са принудени да построят трети кораб, който да надмине лайнерите на „Уайт Стар Лайн“ по размери. Това обаче не е нещо непредвидено за компанията, тъй като още от самото начало от „Кунард“ смятат да построят трети „гигант“ в първите десет години след въвеждането на „Лузитания“ и „Мавритания“ в експлоатация, за да компанията най-накрая има възможността на осигури редовни плавания от Европа до Северна Америка със само три лайнера. За проектиране на третия кораб компанията „Кунард Лайн“ кани един от своите висши морски архитекти – 
 Леонард Паскет (1861 – 1924). Това е същият човек, който проектира и „Мавритания“.
Изготвени са седем плана за това колко голям ще е корабът и как той ще изглежда., като в крайна сметка е решено да се направи просто значително по-голямо копие на „Мавритания“ (с дължина от поне 270 метра, тонаж от 47 000 бруто регистър тона (което е много повече от първоначалните планове на „Кунард Лайн“, и което би задоволило амбициите на компанията да притежава най-големия британски океански лайнер в тогавашната история, а също така и евентуално най-големия лайнер в света, макар че второто от тези неща е малко вероятно, поради скоро предстоящото спускане на вода на германския лайнер „Император“ (SS Imperator) на „Хамбург Америка Лайн“ с тонаж от над 50 000 бруто регистър тона, а по-късно и тези на двата му „брата“ – „Фатерланд“ (SS Vaterland) и „Бисмарк“ (SS Bismarck), като тези три кораба са първите суперлайнери в историята), круизна скорост от поне 23 възела (или 42,5 km/h)) и десет палуби, от които девет са предназначени за обитаване от пасажерите, и една – за обитаване от екипажа.
Копиран е даже старият проект с четири комина, а планираното име е „Аквитания“, въпреки че за момента все още не е официално решено как ще се казва новия лайнер. Шотландската корабостроителница John Brown & Company – същата, която строи „Лузитания“, е избрана за строителството на новия лайнер на „Кунард Лайн“. Едно от многото изисквания на „Кунард“ е цялата стомана, използвана за построяването на кораба, да бъде от най-високото качество на разположение и да бъде изцяло британско производство. Стоманата използвана за построяването на „Аквитания“ е толкова здрава, че на теория новият лайнер може да плава над шейсет години без основен ремонт на корпуса му, що се отнася до неговата издръжливост.
Любопитно е, че до април 1912 г. ръководството на „Кунард“ се опитва да надмине и германските си конкуренти, като планира да поръча още един лайнер, еднотипен на „Аквитания“ (а в компанията „Хамбург Америка Лайн“ витае идеята за залагането на четвърти суперлайнер в серията „Император“, „Фатерланд“, „Бисмарк“, с тонаж от около 60 000 бруто регистър тона и дължина 300 метра), но и двете компании решават да не процедират, като причините за решенията им са много.
Напримерн, гибелта на „Титаник“ бързо променя условията в пътническото трансатлантическо корабоплаване, а в по-дългосрочен план и времето би се оказало недостатъчно, поради началото на Първата световна война едва две години по-късно – през 1914 г. Що се отнася до „Уайт Стар“ – компанията получава съкрушителен удар по своята репутация (достатъчно е да се спомене това, че на „Олимпик“ матросите и стюардите се разбунтуват, с искането да се поставят на кораба достатъчно на брой спасителни лодки), от който в крайна сметка тя така и не успява да се оправи напълно, и което в дългосрочна перспектива способства за нейния крах и сливането ѝ с „Кунард“ през 1934 г. Затова и няма продължение в гонката за построяване на големи, бързи и луксозни лайнери между двете компании в следващите десет години.

### Конструкцията на лайнера
Строежът на „Аквитания“ започва през декември 1910 г. Интереснен факт е това, че килът му е заложен на същия стапел, на който впоследствие са заложени и киловете на легендарните океански лайнери „Куин Мери“ (RMS Queen Mary), „Куин Елизабет“ и „Куин Елизабет 2“ много години по-късно. Когато „Титаник“ потъва, през април 1912 г., „Аквитания“ все още е в процес на строеж и така допълнителни спасителни лодки са поставени преди влизането на съда в експлоатация – преимущество, което той има пред кораби като „Олимпик“ и „Мавритания“. „Аквитания“ е един от първите кораби в света с достатъчно лодки за всички души на борда. Броят им е 80 като две от тях са моторни и имат радиовръзка. Лодките имат общ капацитет от близо 5 000 човека, което е повече от максималния броят на екипажа и пасажерите на лайнера взети заедно (който е 4 202 души).
Интересен факт е, че тъй като от „Кунад Лайн“ от самото начало са се стремели да построят възможно най-здравия и най-сигурния кораб някога, в резултат на потъването на „Титаник“ са похарчени едва 7 000 тогавашни британски паунда за нужните промени след въвеждането на промени в правилата за безопасност (което е малко в сравнение с цялата цена за построяването на лайнера, и също така показва, че от „Кунард Лайн“ наистина от самото начало се се стремели да построят възможно най-безопасния кораб в света).
„Аквитания“, точно като „Лузитания“ и „Мавритания“, има двоен корпус. За разлика от своите компаньони обаче, дизайнът на носа на новия лайнер позволява на „Аквитания“ да плава над вълните при голямо вълнение, което пък от своя страна позволява на кораба да не изостава от графика си в такива ситуации. В това отношение „Аквитания“ прилича повече на „Олимпик“, който има същия дизайн на носа. Новият лайнер на „Кунад“ е способен да остане на вода при пет наводнени водонепроницаеми отсека. Дизайнът на лайнера му позволява да бъде превърнат в спомагателен крайцер при военен конфликт. Това е част от сделка между „Кунад Лайн“ и британското адмиралтейство, според която адмиралтейството ще помогне финансово за конструкцията на „Лузитания“, „Мавритания“ и „Аквитания“, а в замяна корабите ще бъдат превърнати в спомагателни крайцери при нужда. Водоизместимостта на кораба е приблизително 49 430 тона, от които корпусът представлява 29 150 тона, машините 9 000 тона, и бункерите – 6 000 тона.

### Спускане на вода и корабни изпитания
Малко преди спускането на кораба на вода корпусът му е боядисан в светлосив цвят за фотографски цели. Това е популярна практика по това време. Корпусът е пребоядисан обратно в черно в сухия док „Гладстоун“, намиращ се в Ливърпул, един ден преди първото плаване на лайнера, като последната стъпка преди заминаването на кораба.
„Аквитания“ е спуснат на вода на 21 април 1913 г. пред публика от над 100 000 души, след като е официално кръстен от Алис Стенли (1862 – 1957) – херцогиня на Дерби. Името на кораба е избрано още през януари 1911 г., и, според традицията на собственика си, е взето от римската провинция Галия Аквитания.
След спускането на вода започват довършителните работи, които се състоят най-вече във вътрешното обазвеждане на лайнра. Те се водят приблизително тринадесет месеца. В крайна сметка общата цена за построяването, оборудването и вътрешното обзавеждане на кораба възлиза на десет милиона тогавашни британски паунда, част от които са пари, дадени от британското адмиралтейство на „Кунард“.
По време на своите изпитания, през май 1914 г., „Аквитания“ безпроблемно развива скорост от близо 25 възела (или 46 km/h), което е с цели два възела повече от планираната му круизна скорост. Друго нещо, което значително впечатлява „Кунад“ е фактът, че дори и при най-високата развита скорост, вибрациите на борда на новия кораб са минимални. От „Кунад Лайн“ са изключително доволни от резултатите на изпитанията и на 24 май 1914 г. „Аквитания“ най-накрая официялно влиза в строй. В следващите пет дни корабът е подготвен за първото си плаване от Европа до Северна Америка, а на 29 май са поканени 1 000 знатни гости на борда на чисто новия кораб, които да го разгледат и оценят.

## Задвижване
За разлика от някои четирикоминни лайнери като „Олимпик“ и „Титаник“, „Аквитания“ няма фиктивен комин; всеки комин е използван за изпускане на дим от котлите на кораба. Лайнерът е задвижван от четири парни турбини от типа „Парсънс“ (Parsons). Парата се доставя от двадесет и един котли от типа „Скоч“ (Scotch) с принудителна тяга с двоен край, с осем пещи всеки, които са дълги 6,7 m с диаметър 5,4 m, разположени в четири котелни помещения. Всяко котелно помещение има седем експелера за пепел с капацитет на помпата от приблизително 4500 тона на час. Помещенията могат да се използват и като аварийни осушителни помпи.
Парата задвижва турбините в три отделни машинни отделения в тройна разширителна система за четири вала. Машинното отделение на левия борд съдържа високо налягане отпред (с тегло 240 тона, дължина 12,2 m и с четиристепенно разширение) и задната турбина (с тегло 120 тона и дължина 7,0 m) за пристанищната шахта. Централното помещение съдържа две турбини с ниско налягане с предна и задна способност в единични корпуси (с дължина 16,5 m, девет степени на разширение в предната турбина и четири в задната турбина) за двата централни вала, а помещението на десния борд съдържа междинната турбина за налягане напред (с дължина 12,7 m) и двойна задна турбина за високо налягане вляво за десния вал.
Електрическата централа, разположена на палуба G под ватерлинията, се състои от четири 400 kW британски генераторни комплекта на Westinghouse, генериращи 225 волта постоянен ток, с аварийно захранване, осигурено от дизелов генератор с мощност 30 kW на крайбрежната палуба. Осигурено е захранване за около 10 000 лампи и около 180 електродвигателя. Централата също има месингови тройни камерни свирки с 3 звънчета за пара на 1-ви и 2-ри комин.

## Вътрешно обзавеждане
Вътрешното обзавеждане на „Аквитания“ е ръководено от уважавания английски архитект Артър Дейвис (1878 – 1951). Той е човекът, който няколко години по-рано е изготвил интериора и декорациите на хотела Риц в Лондон Колегата му Шарл Меве пък е проектирал интериора на парижкия Риц и е поканен от Алберт Балин да изготви плановете за интериора на лайнера „Америка“ на „Хамбург-Америка Лайн“. Макар и за основа на „Аквитания“ да е използвана „Мавритания“, интериорът на лайнера е по-скоро повлиян от този на „Лузитания“. Дейвис предпочита да преобладават ярките цветове в помещенията като на борда на „Лузитания“, вместо махагоненото кафяво като на „Мавритания“, тъй като вече е станало ясно, че пасажерите харесват повече „Лузитания“ точно заради това. Даже самият скелет на някои от помещенията на новия лайнер до голяма степен прилича на скелетите на помещениятята на „Лузитания“.
При създаването на събратята на „Аквитания“ конструкторите отделят повече внимание на високата скорост, отколкото на условията за обитаемост на пасажерите им, докато „Аквитания“ е строена преди всичко с разкошен интериор за своите пътници. За сметка на това обаче, „Лузитания“ и „Мавритания“ са в състояние да преплават Атлантика със средна скорост от приблизително 25 – 26 възела, а „Аквитания“ има ограничената круизна скорост от 23 възела, което прави нейните плавания с два дена по-дълги от тези на компаньоните ѝ. Въпреки това за нейните пътници скоростта няма голямо значение. С изключение на размерите на новия лайнер – а това е най-големият кораб на „Кунард“ преди „Куин Мери“ – най-впечатляващото в него са изумителните интериори. Според плановете на кораба от 1910 г. капацитетът на лайнера е предвиден да бъде 3 700 души (660 в първа класа, 740 във втора класа и 2 300 в трета класа), но впоследствие е редуциран до 3 230 души, като в нормални обствоятелства първа класа побира 618 човека, втора 614 човека, и трета – 1 998 човека.
Любопитно е, че в началото на октомври 1913 г. е установено, че работата по интериора на лайнера върви по-бавно от очакваното, а в началото на пролетта на следващата година много хора смятат, че „Аквитания“ няма да бъде завършена навреме. Впоследствие обаче работата е наваксана почти напълно и корабът успява да започне кариерата си на планираната дата въпреки по-късното от предвиденото влизане на лайнера в строй, макар че за да това бъде гарантирано, изпитателният срок на лайнера е скъсен с няколко дни. Друг, по-голям проблем при изработването на интериора на новия лайнер на „Кунард“ се състои в това, че някои от помещенията в първа класа стуват близо два пъти повече от очакваното, поради което на места са направени предимно малки, но в случая нужни, промени.
Първа класа предлага на гостите си невиждан до онзи момент простор, лукс и уют на борда на един кораб. В сравнение с интериорите на „Лузитания“ и „Мавритания“ този на „Аквитания“ е значително по-просторен и по-детайлен. Всяко от помещенията в класата е уникално по свой собствен начин. Гостната в стил Паладио с колони, която заема две палуби, както и салонът в стила на Луи XVI са най-известните помещения. Всъщност, тези салони са копия на помещения в Стария кралски военноморски колеж. Салонът за пушачи също е забележителен. Други уникални за първа класа публични пространства са вътрешният плувен басей, фитнесът и верандите. Втора класа има много от пощенията, които има и първа. Единствената голяма разлика е, че не помещенията не са толкова луксозни. Въпреки това втората класа на „Аквитания“ е по-красива и по-просторна от вторите класи на останалите експресни лайнери от Европа до Северна Америка. 
 Трета класа е значително по-скормна от първа и втора, но все пак също 
 революционна до известна степен за времето си. Фантастичното вътрешно 
 обзавеждане осигурява на „Аквитания“ прякора „красивият кораб“.
Интересен факт за интериора на лайнера е, че първоначално е планирана турска баня вместо върешен плувен басейн в първа класа като на „Олимпик“ и „Титаник“, която впоследствие е премахната от плановете на интериора през май 1912 г., след като е установено, че басейна (който е и сред първите отоплявани такива на борда на какъвто и да е плавателен съд) би бил значително по-популярен. През годините интериорът на кораба е частично променен – например, през 20-те години на 20 век трета класа е преименувана на туристическа, в резултат на което интериорът в нея е направен по-приятен и модерен, а по време на ремонта на кораба в периода 1932 – 1933 г. са добавени киносалон и кинопрожектор, за да лайнерът изглежда по-модерен и следователно- не отстъпва по популярност и комфорт при наличието на бързо засилващата се конкуренция, изразена в нови, по-луксозни и в някои от случаите, по-бързи от него самия, френски, италиански и германски експресни океански лайнери.
Според по-голямата част от хората, които са пътували на кораба в първа класа, тя е по-красива от тази на „Олипмик“ и „Титаник“, като основните причини за това са невиждания до онзи момент простор и светлата цветова гама в повечето помещения. Благодарение на удивителния си интериор „Аквитания“ получава престижното име „красивият кораб“ от своите пътници. Повечето хора, които са имали възможността да видят лайнера през дългата му и успешна кариера смятат, че външният вид на „Аквитания“ е изключително хубав и приятен за човешкото око, но има и други с противоположно мнение. Например, Джон Макстън-Грем твърди, че „Аквитания“, по сравнение с „Олимпик“, има прекалено тантуреста и голяма надстройка, поради което се съдава представата, че корабът е доста ъгловат и тромав.

## Първи години в експлоатация

### Първо плаване и ранна кариера
Първото плаване на „Аквитания“ е от Ливърпул до Ню Йорк под командването на капитан Уилям Търнър (1856 – 1933). То трае седем дни – от 30 май до 5 юни 1914 г. Средната скорост на кораба е 23,1 възела (или 42,8 km/h), като се вземе под внимание четири-часов престой в морето поради опасност от сблъсък с айсберги, а максималната развита скорост е 24,2 възела (или 44,9 km/h). Според някои източници обаче е достигната и скорост от над 25 възела (или над 46,3 km/h). По стара традиция „Аквитания“ пристига в Ню Йорк с умишлено остърган корпус, като той е остърган по време на плаването от екипажа на лайнера.
Събитието обаче е помрачено от гибелта на океанския лайнер „Емпрес оф Айрланд“ (RMS Empress of Ireland) в Канада ден преди началото на плаването на „Аквитания“. Въпреки това нито един пасажер не се отказва от пътуването си на новия кораб на „Кунард“. На връщане на борда има 2 649 пасажери, което е рекорд за кораб, заминаващ от Ню Йорк за където и да е било до този момент. Също така, въпреки голямата конкуренция, „Аквитания“ светкавично се превръща в огромна сензация. Преди началото на Първата световна война „Аквитания“ извършва шест трансатлантически плавания между Ливърпул и Ню Йорк. По официални данни за този период лайнерът е превозил 11 208 души или средно 1 868 души на плаване.

### Роля в Първата световна война

#### Предназначения през първата половина на конфликта
„Аквитания“ е мобилизиран за служба като единица на Кралския британски флот в началото на август 1914 г. Отначало се използва като въоръжен търговски кораб (спомагателен крайцер). Лайнерът е въоръжен с десет шест-инчови картечници, предназначени да бранят съда, но също така и да атакуват вражески кораби. На 22 август 1914 г. „Аквитания“ се сблъсква с пасажерския кораб „Канедиян“ (Canadian), като по никой от плавателните съдове няма тежки повреди или ранени и жертви. На 30 септември същата година „Аквитания“ е ремонтиран, след което и върнат на „Кунард Лайн“, поради високия разход на гориво. Лайнерът е преустроен във военнотранспортен съд през пролетта на 1915 г. Към средата на войната предназначението му отново е сменено – вече се използва като болничен кораб, като за тази цел красивият му интериор е частично премахнат. В тази роля „Аквитания“ превозва над 25 000 ранени войници. По същото време е построен и временен дървен мостик на покрива на оригиналния ѝ, тъй като част от екипажа ѝ се оплаква от лоша видимост; в последствие този мостик превръща в постоянен.
Едно от многото задължения на „Аквитания“ в новия ѝ вид е службата в Средиземноморието заедно с последния и най-голям съд на „Уайт Стар Лайн“ – „Британик 2“ (HMHS Britannic). Друга задача на „Аквитания“ в годините на Първата световна война като цяло, е да снабдява бойните кораби на Съюзниците с течно гориво, тъй като на борда ѝ има достатъчно място за неговото складиране.
Скоро след превеждането на „Аквитания“ в  болничен кораб, ситуацията в Средиземноморието става по-спокойна, в резултат на което необходимостта от кораби болници отпада. Поради това, единственият болничен кораб, който пернаментно остава да служи в Средиземноморието, е „Британик 2“, а „Аквитания“ и „Мавритания“ (която също до този момент е била болничен кораб) са преведени в разряда на военнотранспортните кораби за остатъка от войната.

#### На крачка от гибелта
Малко иззвестен факт от тези времена е това, че след като „Аквитания“ получава поражения по време на буря в края на октомври 1916 г., в резултат на което тя се нуждае от ремонт. Но това не е всичко – поради новосъздалата се обстановка е взето и съдбоносното за „Британик“ 2 решение той да извърши едно от плаванията, попринцип полагащи се на „Аквитания“; именно това негово плаване става и последното му, тъй като много след това лайнерът се сблъсква с германска морска мина, след което и потъва в рамките на един час.

#### Използване като войскови транспорт за съюзническите армии
„Аквитания“, като войскови транспорт за американски и канадски войници, има капацитет 7 400 войници. Въпреки това в някои случаи броят им надхвърля 8 000. В тази роля „Аквитания“ прави девет двупосочни плвания от Европа до Северна Америка и обратно, превозвайки общо над 60 000 войници.
През есента на 1918 г. лайнерът се сблъсква с американския разрушител USS Shaw (DD-68), като разкъсва неговия нос и убива 12 души от екипажа му. Като по чудо USS Shaw оцелява сблъсъка и е върнат обратно в експлоатация. В края на Първата световна война „Аквитания“ е превозила общо над 100 000 души.

## Кариера след Първата световна война

### Разцвет на следвоенната кариера

#### Завръщане по северноатлантическия маршрут
Военните действия завършват през 1918 г., Германия и Австро-Унгария подписват капитулацията във Версай, в резултат на което „Аквитания“ може скоро да се върне към търговските пътувания, за които е първоначално предназначен. На 28 февруари 1919 г. се сблъсква с британския товарен кораб „Лорд Дюферин“ (Lord Dufferin) в Ню Йорк, като океанският лайнер потопява по-малкия съд и спасява екипажа му. През есента на същата година е официално освободен от военна дейност, след като транспортира войници от Европа до Северна Америка, и върнат на „Кунард Лайн“ през декември 1919 г.
„Кунард Лайн“ губи двадесет и два кораба в хода на военните действия, сред които е и „Лузитания“, която загива в резултат на атака от немска подводница на 7 май 1915 г.. Отначало компанията „Кунард Лайн“ иска да попълни мястото на „Лузитания“ с лайнера „Юстиция“ (SS Justicia) на компанията „Холанд Америка Лайн“, но той е връчен на „Уайт Стар Лайн“, след което и потопен от немска подводница през януари 1918 г. Въпреки това скоро постъпва много по-примамливо предложение. Според мирния договор, подписан във Версай, Германия трябва да изплати контрибуция. Тя се състои в предоставянето на търговски тонаж към държавите победители. Благодарение на това в собственост на „Кунард Лайн“ влиза 52 000-тонният лайнер на компанията „Хамбург-Америка Лайн“ „Император“. Той веднага е прекръстен на „Беренгария“ (RMS Berengaria) и е боядисан в цветовете на „Кунард Лайн“. Малко по-късно новото трио от експресни океански лайнери на „Кунард“, състоящо се от „Мавритания“, „Аквитания“ и „Беренгария“, става известно като „Голямата тройка на „Кунард“ “.

#### Основни промени по лайнера
Както много други плавателни съдове, по време на ремонт на кораба през 1920 г., „Аквитания“ преминава на течно гориво вместо въглища. Това има положителен ефект, и многократно през по-нататашната си кариера корабът успява да развие с лекота скорост от над 24 възела. Например, по време на едно плаване на лайнера през лятото на 1920 г. той успява да развие и да поддържа за известно време скорост от над 24,5 възела (или близо 46 km/h), което довежда до временни спекулации, че „Аквитания“ се опитва да спечели „Синята лента на Атлантика“. Друг ключов елемент от същия ремонт е, че мостикът е направен „още по-грозен“. Тъй като екипажът често се жалва, че старият мостик е разположен прекалено ниско, и те не могат правилно да следят за всичко, което се случва пред носа на кораба още от самото начало на кариерата на „Аквитания“, дървеният мостик от 1916 г., който е разположен на покрива на оригиналния, е направен железен и официално става пернаментен. Друга голяма промяна, направено при ремонта на „Аквитания“ от 1920 г., е връщането на премахмнатите през Първата световна война елементи от луксозния интериор на лайнера обратно на борда му, което е много важен
ход от страна на „Кунард Лайн“, собственика и оператора на кораба, който много скоро 
след това се оказва изключително печеливш и следователно- без никакво съмнение и 
 напълно правилен.

#### Нов трансатлантически маршрут
Последната голяма промяна, свързана с ремонта на лайнера, е новият трансатлантически маршрут на кораба след него – от 1920 г. нататък „Аквитания“ започва да извършва трансатлантическите си плавания до Ню Йорк не от Ливъпрул, а от Саутхамптън, тъй като още в началото на 20 век пристанището на Саутхамптън е изцяло преустроено (най-вече по размери), и, тъй като е по-добре стратегически разположено в сравнение с това на Ливърпул, бързо става популярно сред големите товарни кораби и много от океанските лайнери, плаващи между Великобритания и Северна Америка, особено експресните, което прави този маршрут много натоварен изключително бързо. Пристанището на Саутхамптън става още по-предпочитано през 1924 г., когато е открит и плаващ док на територията му, който бързо се превръща в сензация за големите експресни океански лайнери като „Аквитания“, а и не само.

#### „Златните години“ на „Аквитания“
Скоро след края на Първата световна война времената стават по-добри, и „Аквитания“ се превръща в един от най-печелившите океански лайнери за цялата история. „Аквитания“ става любимец на аристократи, политици и кинозвезди, а през 20-те години на 20 век се превръща и в едни от най-печелившите лайнери в историята. През 1921 г. „Аквитания“ поставя световен рекорд за най-много транспортирани пасажери на един океански лайнер за годината – 60 587 за 30 двупосочни плавания или средно 2 020 пасажери на плаване. През 1923 г. „Аквитания“ е вторият най-популярен лайнер сред първата класа, изпреварен само от скоро завършения „Маджестик 2“ (RMS Majestic 2). Три години по-късно, през 1926 г., третата класа на „Аквитания“, също като на много други океански лайнери, е преименувана на „туристическа класа“, след което и приведена в значително по-модерен вид. Новата класа на борда е подходяща за туристи, които нямат определена дестинация, а просто искат да се насладят на пътуването. Така се ражда и идеята за круизния кораб. Също така капацитетът на лайнера е редуциран – вече общият брой на пътниците е 2 200, като първа класа вече побира 610 човека, втора 950 човека, а новата туристическа класа – 640 човека.
Забраната за консумиране на алкохол в САЩ кара много американци да пътуват на британски океански лайнери, на които могат да пият алкохол. „Аквитания“ е един от тях , като е сред най-популярните.

### Борсовата криза от 1929 г. и нейните последствия
През октомври 1929 г. се случва Крахът на Уолстрийт в Ню Йорк, в резултат на което положението в САЩ бързо става катастрофално, а не след дълго – и по целия свят.
Океанските лайнери също не успяват да избегнат световните проблеми. Вече малцина могат да си позволят скъпото океанско пътуване с кораб, особено с океански лайнер. На лайнерите, които по-рано са претъпкани с пътници, вече екипажът е повече от пасажерите. В резултат на това „Аквитания“, заедно с много други лайнери, е изпратен да извършва евтини круизи в Средиземно море в началото на 30-те години на 20 век, които, за разлика от тези на повечето от другите изпратени там лайнери, са изключително успешни. Тези круизи са особено популярни сред американците, които отиват на „винени круизи“, избягвайки забраната за консумиране на алкохол, която действа в тяхната родина по това време. На 2 декември 1931 г. „Аквитания“ преминава през тропически циклон, по време на който се налага скоростта на кораба да бъде редуцирана на едва четири възела (или 7,4 km/h) за няколко часа, а по време на ремонт в периода 1932 – 1933 г. е добавено кино на борда на „Аквитания“ с цел той да не изостава от модерните океански лайнери в Атлантика.
В резултат на Голямата депресия компанията „Уайт Стар Лайн“ има много проблеми, а към средата на тридесетте дори и непоклатимата до този момент „Кунард Лайн“ също започва да изпитва трудности. „Кунард Лайн“ отчаяно се нуждае от финансова помощ, тъй като вече е 
 започнато строителството на 80 000-тонен съд с номер на борда „534“, бъдещия „Куин Мери“, 
 най-големият конкурент на френския „Нормандия“ (SS Normandie). Компанията за пореден път 
 се обръща към британското правителство за помощ, точно както правят, когато започва 
 строителството на „Лузитания“ и „Мавритания“. Този път правителството нарежда на „Кунард Лайн“ 
 да се обедии с „Уайт Стар Лайн“.
По това време „Аквитания“ все още е третият най-популярен трансатлантически кораб, стоящ само зад чисто новите германски лайнери „Бремен“ (SS Bremen) и „Европа“ (SS Europa), построени от „Norddeutscher Lloyd“. Въпреки това, за само пет години, от 1929 г. до 1934 г., пасажерите на борда за цялата година намаляват с близо 20 000, като през 1929 г. са превозени близо 31 000 души, а през 1934 г. – едва малко над 13 000 човека – най-малкият брой за коята и да е година от кариерата на лайнера, което все пак не е зле в сравнение с други популярни кораби от типа на „Аквитания“ като „Олимпик“, който превозва само 9 000 души през най-неуспешната за него година, 1933 г. От 1935 г. нататък обаче, броят на пасажерите на борда на „Аквитания“ пъроачално плавно, а след това и бързо, започва да се покачва.

### Сливането на „Кунард Лайн“ с „Уайт Стар Лайн“
„Уайт Стар Лайн“ строи „Океаник 3“ (RMMV Oceanic), конкурент на бъдещите „Нормандия“ и „Куин Мери“, но икономическите проблеми засягат компанията прекалено силно и те изоставят този проект. Компанията „Уайт Стар Лайн“ разглежда и възможност да участва в строителството на „Куин Мери“ и да се присъедини към „Кунард Лайн“. След преговори между двете компании се сформира ново параходство – „Кунард-Уайт Стар Лайн“. „Кунард Лайн“ притежава 62 процента от акциите на дружеството, тъй като тя имат повече кораби по линията от Европа до Северна Америка, а дялът на всяка от компаниите в новото дружество се определя именно от това.
Това означава, че „Аквитания“ внезапно получава още три компаньона. „Голямата тройка“ на „Уайт Стар Лайн“ – „Маджестик 2“ (RMS Majestic 2), „Олимпик“ и „Хомерик“ (RMS Homeric) – вече си сътрудничат с “Голямата тройка“ на „Кунард Лайн“ – „Беренгария“, „Аквитания“ и „Мавритания“. Но скоро е решено по-голямата част от старите съдове да бъдат продадени за скрап заради положението, но също така и заради възрастта на някои от корабите на новосъздадената компания. Например, през 1934 г. „Адриатик 2“ и „Мавритания“ са вече на на 27 години. Именно затова „Адриатик 2“ прави няколко рейса през 1934 г. преди да бъде изпратен в Япония за скрап., а скоро след това любимият на всички „Мавритания“ също е извадена от употреба. Той е последван от „Хомерик“ и „Олимпик“ на следващата година, а „Маджестик 2“ става тренировъчен кораб за млади матроси през 1936 г. и изгаря три години по-късно. „Аквитания“, заради добрата ѝ форма въпреки възрастта ѝ и нуждата от нея, е планирано да се запази до влизането в строй на „сестрата“ на „Куин Мери“ „Куин Елизабет“ през 1940 г., ако всичко върви по план.

### Последни години преди началото на Втората световна война
На 10 април 1935 г. „Аквитания“ засяда на плитчина на път за Саутхамптън от средиземноморски круиз за 26 часа. По време на следващия прилив, с помощта на десет буксира, някои от които са сред най-мощните в света по това време, лайнерът е освободен. „Аквитания“ практически не получава повреди и много скоро се връща в строя, а пътниците са транспортирани до Саутхамптън с ферибот. По-късно същата година броят на пътниците на борда на лайнера започва постепенно да се покачва. През 1936 г. корабът „Куийн Мери“ влиза в употреба, в резултат на което „Аквитания“ вече трябва да плава със скорост от 24 възела, а не 23 възела, за да бъде достоен партньор на новия значително по-голям и по-бърз лайнер. „Куийн Мери“ е последван от „“Мавритания 2“ през лятото на 1939 г.
В края на 1938 г., след като „Беренгария“ е изваден от експлоатация, след което и продаден за скрап, „Аквитания“ става единственият океански лайнер на собственика си от Едуардианската епоха. „Аквитания“ е и единствения океански лайнер на „Кунард-Уайт Стар Лайн“, който да е в експлоатация отпреди началото на Първата световна война, а също така и вторият най-стар кораб във флота на компанията, изпреварен само от товарния лайнер – „Сирамик“ (SS Ceramic), който се експлоатира от далечната 1913 г., и е един от бившите кораби на „Уайт Стар Лайн“. За сметка на това обаче, същата година лайнерът „Куин Елизабет“ най-накрая е спуснат 
 на вода, и то лично от съпругата на Джордж VI, кралица Елизабет, която по-късно става известна 
 като Кралицата-майка.

## Участие във Втората световна война

### Завръщане в Кралския флот
С идването на 1939 г. част от британските вестници спекулират, че със скоро предстоящото завършване, след което и влизане в строй на лайнера „Куин Елизабет“, „Аквитания“ ще бъде продадена за скрап. Основната причина за това е фактът, че „Аквитания“ е вече на 26 години, а кораб като нея се очаква да бъде утилизиран или поне изваден от експлоатация на най-много 25-годишна възраст при нормални обстоятелства. Въпреки това през същата година броят на богатите пасажери на борда се увеличава значително, в резултат на което от „Кунард-Уайт Стар Лайн“ решават изцяло да преразгледат случая с „Аквитания“, като в най-добрия случай е възможно да оставят лайнера в експлоатация още три-четири години.
На 1 септември 1939 г., малко преди от „Кунард-Уайт Стар Лайн“ да са взели окончателно решение за съдбата на „Аквитания“, започва Втората световна война. Със започването на конфликта, всички възможни решения за остарелия лайнер от страна на собственика му са моментално отложени, тъй като, по нареждане на Британското адмиралтейство, „Аквитания“, заедно със други престижни океански лайнери като „Куин Мери“, „Куин Елизабет“, „Нормандия“ и „Ил де Франс“ (SS Ile de France), се присъединява към Кралския британски флот още през октомври 1939 г., което ѝ дава още живот. Въоръжена е с една шест-инчова картечница, три пет-инчови картечници и неизвестен брой 20-милиметрови и 40-милиметрови картечници с цел самозащита.
В Ню Йорк, при пирс 88 са швартовани „Ил де Франс“ и „Нормандия“, при пирс 90 се намират „Куин Мери“, тогавашният обладател на „Синята лента на Атлантика“, и „Аквитания“, и накрая при пирс 92 – лайнерът на компанията „Италиан Лайн“ „Рекс“ (SS Rex). Всички кораби с изключение на последния посочен са предназначени за активно използване във войната. „Аквитания“ е върната в Саутхамптън, където на 18 ноември 1939 г. лайнерът е официално реквизиран за използване във вече бързо разрастващия се конфликт от Кралския британски флот.

### Първоначална роля
Първоначално „Аквитания“ (с военен капацитет от все още 7 400 души, въпреки че само 2 850 от тях са настанени като на обикновено плаване, и 534-членен екипаж) транспортира войници от Канада до Европа в конвоя TC1 заедно с няколко други океански лайнера, но скоро след това става част от конвоя US.3, който също е съставен от големи и бързи лайнери, и има за цел да транспортира австралийски и новозенлийски войници до Европа. Със започването на войната в Пасифика корабът е преместен там и започва да превозва войници от Сидни, Австралия до Нидерландска Индия и Сингапур. През ноември 1941 г. спасява част от екипажа на „Корморан“ (Kormoran) (HSK-8), след като той потопява австралийския лек крайцер „Сидни“ (HMAS Sydney) (D48), но също потъва вследствие на нанесените по него самия повреди.

### По-нанатъшни предназначения
С влизането на САЩ във войната, „Аквитания“ е използвана за превоз на американки войници от западния бряг на Съединените щати до Хаваите, след което и за превоза на съюзнически войници от източния бряг на САЩ до Великобритания, последвани от плаване от градчето Gourock в Шотландия до Египет със няколко спирания по брега на Южна Африка и Мадагаскар, а през септември 1942 г. лайнера извършва триъгълни плавания от вида САЩ-Великобритания-съюзнически територии по бреговете на Индийския океан и Океания.
Корабът има ключова роля и в операция „Памфлет“, по време на която той и други бързи океански лайнери връщат 9-ата австралийска дивизия от Египет в Австралия през февруари 1943 г. Като част от приготвленията за съюзническата инвазия на Франция, много войници трябва да бъдат транспортирани до Британските острови. За тази цел „Аквитания“ и другите големи лайнери са използвани за транспортиране на войници от целия свят.
В края на конфликта „Аквитания“ е изминал над 500 000 мили (804 672 km) и е транспортирал близо 400 000 войника. Уинстън Чърчил, основният британският министър-председател по време на Втората световна война, твърди, че „Аквитания“, „Куин Мери“ и „Куин Елизабет“ са 
 скъсили войната в Европа с повече от година.

## Последни години

### Несигурно бъдеще
Когато Германия капитулира, през 1945 г., за повечето океански лайнери военната служба все още не свършва. „Аквитания“ е един от тези, които продължават да транспортират войници, но този път обратно до техните домове в Канада, Австралия и Нова Зеландия. Това е задачата на лайнера в периода 1945 – 1947 г., след което той най-накрая е върнат на „Кунард-Уайт Стар Лайн“ от флота през първата половина на 1948 г., и основно ремонтиран за по-нататъшна употреба, като ремонтът възлиза на 232 000 тогавашни британски паунда, в резултат на което корабът до голяма степен прилича също като през 20-те и 30-те. Основна промяна е редуцирането на екипажа на 790 души.
Но дори и след всичките промени, маршрутът на лайнерът е променен, като основната причина за това е фактът, че след края на Втората световна война голяма част от удобствата на борда на „Аквитания“ са пернаментно преместени на значително по-новия лайнер „Британик 3“ (MV Britannic), в резултат на което тя вече не е достойна за северноатлантическия маршрут. Поради тази причина, през последните две години от кариерата си, „Аквитания“ е под устава на канадското правителство и транспортира европейски имигранти и техните семейства от Великобритания до Халифакс, Нова Скотия, като 1949 г. е по-успешна година за лайнера от 1948 г. Тази последна служба създава специална привързаност към Аквитания от страна на жителите на Халифакс.
През 1949 г. „Кунард“ изкупува дяла на „Уайт Стар“ в компанията „Кунард-Уайт Стар Лайн“ и на следващата година дружеството е преименувано на „Кунард Лайн“. Въпреки това още от втората половина на 1949 г. всички кораби на „Кунард-Уайт Стар Лайн“ се преписват на дяла на „Кунард“, в това число и стареещата „Аквитания“.

### Бракуване и край на кариерата
След отстойна цялостна проверка на лайнера след рутинно завръщане на кораба от Халифакс в Саутхамптън през ноември 1949 г. е решено търговското свидетелство на „Аквитания“ да не бъде подновено за следващата година. Така и става и корабът е изваден от експлоатация на 1 декември 1949 г.. Основната причина за това решение е, че за да бъдат въведени новите стандарти за безопасност, разходите не биха си заслужавали, тъй като корабът е твърде стар, поради което не след дълго отново ще трябва да бъдат направени основни промени. От друга страна, някои смятат, че си струва, но само заради репутацията на лайнера. Друга причина за изваждането на „Аквитания“ от експлоатация е фактът, че при козметично боядисване на комините в края на 40-те става ясно, че те са толкова ръждясали, че се държат едва ли не само от дебелия слой сажди и наслоявания, които се натрупват през цялото продължение на войната и не са почиствани. Комините стават много 
 неустойчиви заради ръждата, тъй като са едновременно тънки и тежки. 
 Друг проблем, допринесъл за решението на  „Кунард Лайн “ за „Аквитания“ 
 е фактът, че палубите протичат значително в дъждовно време.
Още след края на Втората световна война на всички им е ясно, че прекрасният лайнер постепенно, но сигурно, започва да се разпада пред очите им. Дългогодишен слух гласи, че през есента на 1949 г. фортепианото в една от трапезариите пропада през пода на долната палуба. Впоследствие е доказано, че не се е случило нищо подобно, като целта на тази фалшива информация е била да бъде опетнена безупречната репутация на кораба. Но дори и без това да бъде споменато е очевидно, че кариерата на легендарния лайнер е достигнала края си.

### Утилизиране
На 13 февруари 1950 г. „Аквитания“ е продадена за скрап на British Iron & Steel Corporation Ltd. за 125 000 тогавашни британски лири и извършва последното си плаване в периода 19 – 21 февруари същата година от Саутхамптън до Фаслейн, Шотландия. Разкомплектоването на лайнера започва в началото на април 1950 г. На 12 октомври същата година избухва пожар на борда, но той е бързо потушен – за половин час. Въпреки това голяма част от надстройката на кораба е изгорена от стихията. Утилизирането на лайнера е приключено в края на ноември 1951 г. – след повече от година и половина от започването на процеса. Интереснен, но малко известен факт за „Аквитания“ е, че тя приключва легендарната си кариера на само 44 километра от Клайбанк – мястото, където килът ѝ е бил заложен четирдесет години по-рано. Утилизирането на легендарния лайнер бележи края на епохата на пътническите кораби с четири комина.
През 1950 г. „Кунард Лайн“ дарява руля на лайнера, много изобразяващи него картички и картини, негови снимки и менюта, както и един негов чаен сервиз на Морския музей на Атлантическия океан, намиращ в се в Халифакс, където те са изложени и до ден днешен.

## Рекорди
„Аквитания“ е носител на много рекорди през забележителния си живот, някои от които не са подобрени и до днес. През 36-годишната си кариера лайнерът извършва общо 582 двупосочни плавания, от които 443 са трансатлантически, 139 са плавания от други видове, и 17 еднопосочни трансталнтически плавания (или общо 1 181 плавания), изминавайки над 3 милиона морски мили (4 828 032 km), и транспортирайки повече от 1,2 милиона пасажери и над половин милион войници (или общо почти 1,8 милиона души) на борда си. Общият брой на преплаванията на „Аквитания“ на Атлантика е 903, което я поставя на първо място по техен брой през 1950 г., и на трето място в историята, стояща само след „Куин Елизабет“ 2 (който прави 1 050 преплавания на Атлантика), и „Куин Мери“ (който прави 1 001 преплавания на Атлантика).
През 1950 г. „Аквитания“ е най-дълго използваният кораб на „Кунард Лайн“ само под тяхна собственост,както и най-дълго използвания експресен океански лайнер някога. Впоследствие и двата ѝ рекорда са подобрени – първият от „Скития 2“ (който е използван в продължение на 37 години) през юни 1957 г., а вторият – от „Куин Елизабет 2“ (който е използван в продължение на 39 години) през февруари 2005 г. „Аквитания“ е и единственият експресен океански лайнер, както и единственият четирикоминен лайнер, който е използван и в двете световни войни (и дори ги преживява целите), а също така и последният кораб в света с четири комина, когато е продаден за скрап, както и лайнерът, който неведнъж превозва най-много пасажери за една година, като техният брой е най-голям през 1921 г. – над 60 000 души.

## „Аквитания“ в изкуството
- Във филма „Манхата“ (1921 г.) присъстват кадри на „Аквитания“ от първото ѝ пристигане в Ню Йорк след ремонта ѝ от 1920 г.
- Кадри с преминаващата „Аквитания“ са монтирани във филма на Франк Капра „Силният човек“ (1926 г.), с Хари Ленгдон в главната роля.
- В британския филм от 1929 г. „Атлантик“ (първият звуков филм за трагедията на „Титаник“) корабът се показва едва няколко секунди преди момента на сблъсък с айсберг, но в силуета на бутафорния модел на лайнера може да се различат чертите и обводите на „Аквитания“.
- Във филма „Последната нощ на Титаник“ (1958 г.) кадрите с напускането на „Титаник“ от Саутхамптън всъщност са кадри на „Аквитания“.
- Във филма „Легенда за пианиста“ (1998 г.) лайнерът „Вирджиния“ силуетно фактически е копиран от „Аквитания“, макар да има оцветяване на комините в червено-зелен цвят.
- Във филма „Ескадрилата“ (2006 г.) един от главните персонажи пътува от Ню Йорк към Европа на „Аквитания“.
- Именно „Аквитания“ се появява в залива на Емпайър Бей в играта Mafia II.
- Аквитания е позивната на агента в една от мисиите в играта Hidden & Dangerous 2.
- В играта World of Warships корабът „Аквитания“ присъства на картата „Сейшелски острови“.

## Коментари
1. ↑  Префикс (от на английски: Royal Mail Ship – Кралски пощенски кораб), приет във Великобритания през 1840 г. за обозначаване на плавателните съдове, имащи договор с Британската Кралска поща.
2. ↑  Префикс (от на английски: Screw Steamer – Винтов параход), приет във Великобритания през 1839 г. за обозначаване на винтови параходи.
3. ↑  Префикс (от на английски: His Majesty's Hospital Ship – Болничният кораб на Негово Величество), приет във Великобритания за обозначаване на плавателните съдове, които са болнични кораби.
4. ↑  Префикс (от на английски: United States Ship Ship – Корабът на Съеднинените щати), приет във САЩ за обозначаване на плавателните съдове, които са собственост на държавата.
5. ↑  Префикс (от на английски: Royal Mail Motor Vessel – Кралски пощенски моторен съд), приет във Великобритания за обозначаване на моторните плавателните съдове, имащи договор с Британската кралска поща.
6. ↑  Префикс (от на английски: His Majesty's Australian Ship – Австралийският кораб на Негово Величество), приет във Великобритания и Австралия за обозначаване на плавателните съдове от Кралския австралийския флот.
7. ↑  Префикс (от на английски: Motor Vessel – Моторен съд), приет във Великобритания за обозначаване на моторни плавателните съдове.